# Mirko Grmek
 (mars 2020).
Si vous disposez d'ouvrages ou d'articles de référence ou si vous connaissez des sites web de qualité traitant du thème abordé ici, merci de compléter l'article en donnant les références utiles à sa vérifiabilité et en les liant à la section « Notes et références ».
Mirko Dražen Grmek est un universitaire français d'origine croate, né le 9 janvier 1924 à Krapina et mort le 6 mars 2000 dans le 14e arrondissement de Paris.

## Biographie

### Carrière
Après avoir passé son baccalauréat à Zagreb, Mirko Grmek poursuit ses études à Turin puis à Lucques pendant la Seconde Guerre[pas clair]. Il s'engage dans la Résistance en France et en Yougoslavie entre 1943 et 1945 puis mène des études de médecine à l'université de Zagreb. Après y avoir exercé comme psychiatre et comme enseignant, il obtient son doctorat ès-sciences en 1958. Il se consacre alors à la recherche sur l'histoire de la médecine et crée à Zagreb, l'Institut d'histoire des sciences naturelles au sein duquel il est professeur d'histoire de la médecine. Il s’installe  en 1963 à Paris ; le Collège de France lui confie le classement des notes de Claude Bernard, dont il devient le spécialiste internationalement reconnu. Naturalisé français en 1967, il prend la direction d'une monumentale « Histoire de la pensée médicale en Occident », pour laquelle il constitue une équipe interdisciplinaire internationale de médecins et biologistes, historiens et sociologues, philologues et philosophes. Il obtient un doctorat ès-lettres en 1971 et est nommé directeur d'études à l'École pratique des hautes études en histoire de la médecine et des sciences biologiques en 1973 ; il y demeure jusqu'en 1989.
Louise Lambrichs, auteur notamment du livre La Vérité médicale : Claude Bernard, Louis Pasteur, Sigmund Freud : légendes et réalités de notre médecine, 1993, était sa troisième épouse.

## Publications
- Léonard de Vinci, dessins scientifiques et techniques (1962) ;
- Mille ans de chirurgie en Occident (avec Pierre Huard) (1966) ;
- Catalogue des manuscrits de Claude Bernard (1968) ;
- Raisonnement expérimental et recherches toxicologiques chez Claude Bernard 1973) ;
- Les Maladies à l’aube de la civilisation occidentale (1983) ;
- Histoire du sida (Payot, 1989, 1995) ;
- La Première Révolution biologique (1990) ;
- Le Nettoyage ethnique  (en collaboration avec Marc Gjidara et Neven Simac) (1993) ;
- Histoire de la pensée médicale en Occident, 3 tomes :
  - Mirko D. Grmek (dir.) et Bernardino Fantini (dir.) (trad. Maria Lauret Bardinet Broso), Histoire de la pensée médicale en Occident [« Storia del pensiero medico occidentale. 1, Antichità e Medioevo »], t. 1 : Antiquité et Moyen Âge, Seuil, septembre 1995 (ISBN 978-2-02-115706-2)
  - Mirko D. Grmek (dir.) et Bernardino Fantini (dir.), Histoire de la pensée médicale en Occident, t. 2 : De la Renaissance aux Lumières, Seuil, septembre 2014 (ISBN 978-2-02-115707-9)
  - Mirko D. Grmek (dir.), Histoire de la pensée médicale en Occident, t. 3 : Du romantisme à la science moderne, Seuil, 5 novembre 1999 (ISBN 978-2-02-022141-2)
- Le Legs de Claude Bernard (Fayard, 1997) ;
- Le chaudron de Médée, l'expérimentation sur le vivant dans l'Antiquité (Empêcheurs De Penser En Rond 1997 ) ;
- Les Révoltés de Villefranche  (Seuil, 1998) ;
- Les Maladies dans l’art antique  (en coll.) (1998) ;
- La vita, la malattia, la storia, Di Renzo Editore, Roma, 1998 ; traduction française : La vie, les maladies et l'histoire, suivi de Mirko D. Grmek, un humaniste européen engagé par Louise L. Lambrichs (Le Seuil, 2002) ;
- La Guerre comme maladie sociale et autres textes politiques (Seuil, 2002), préface d'Alain Finkielkraut, édition établie par Louise L. Lambrichs. Textes en croate traduits par Zvonimir Frka-Petesic et Danijela Basic.